# -Z-
|  | Aquest article tracta sobre l'artista tunisià anònim. Si cerqueu la vint-i-sisena lletra de l'alfabet català, vegeu «Z». |

-Z- és el pseudònim d'un artista tunisià de renom, però d'identitat obscura. Autor del blog DébatTunisie, és especialment conegut d'ençà del 2007 per les seves caricatures mordaces contra el règim autoritari de Zine el-Abidine Ben Ali.

## Naixença del personatge
El personatge de -Z- es va originar l'any 2007 a través del blog DébatTunisie a manera de protesta contra els megaprojectes planificats al barri de Berges du Lac, dins de Bouhaïra i prop de Tunis, per obra d'agències immobiliàries emiratianes. -Z- es simbolitzava a si mateix com un flamenc rosa en un gest de simpatia envers els ocells migradors del Llac de Tunis.
La censura del blog de -Z- l'any següent va empènyer l'artista a un atac frontal d'oposició al règim de Ben Ali, que va mirar de desemmascarar-lo i d'aturar-lo durant força anys. La detenció el novembre del 2009 de la bloguera Fatma Arabicca, acusada de tractar-se de la persona rere -Z-, s'inscriu dins les polítiques repressives del règim contra els ciberactivistes.

## Després de la revolució
Una vegada passada la revolució tunisiana de 2011, que va impulsar les Primaveres Àrabs més enllà de les seves fronteres, i fins i tot malgrat la caiguda del règim del qual era crític, -Z- va preferir de mantenir l'anonimat. Així doncs, va trobar altres temes per a perpetuar el seu activisme. Encara avui publica noves caricatures, de què no s'han salvat ni els nous partits polítics del país ni els antics suportadors del règim, a qui anomena «els malvats».

## Publicacions
- -Z-. Révolution ! Des années mauves à la fuite de Carthage (en francès). Cérès, 2011. ISBN 9789973197467..